# Point Cumana
Point Cumana es una localidad de Trinidad y Tobago, que forma parte de la región de Diego Martín.

## Geografía
La localidad abarca parte de la isla Trinidad y limita al norte con La Horquette, al sur con el golfo de Paria, al este con Glencoe y Bayshore y al oeste con Big Yard.

## Demografía
Datos demográficos de la localidad de Point Cumana:
| Gráfica de evolución demográfica de Point Cumana entre 2000 y 2011 |
|                                                                    |